# ISpeed
iSpeed est un parcours de montagnes russes lancées du parc Mirabilandia, situé près de Ravenne en Italie. L'attraction est thématisée sur la Formule 1, et ses trains sont en forme de voitures de courses. Elle a été inaugurée le 20 mai 2009 en présence du pilote de moto Marco Simoncelli.

## Parcours
Le train commence par faire une accélération de 0 à 110 km/h en 2,2 secondes et monte un outside top hat de 55 mètres de hauteur. Ensuite, il fait deux inversions: un corkscrew et un inline twist.